# Tokunagaia ambigua
Tokunagaia ambigua är en tvåvingeart som beskrevs av Makarchenko 2007. Tokunagaia ambigua ingår i släktet Tokunagaia och familjen fjädermyggor. Inga underarter finns listade i Catalogue of Life.